# Далас (град, Орегон)
Далас (на английски: Dallas) е град в окръг Полк, щата Орегон, САЩ. Далас е с население от 12459 жители (2000) и обща площ от 11,5 km². Намира се на 99,1 m надморска височина. ЗИП кодът му е 97338, а телефонният му код е 503.